# Bernard de Dryver
Bernard de Dryver, belgijski dirkač Formule 1, * 19. september 1952, Bruselj, Belgija.
Bernard de Dryver je upokojeni belgijski dirkač Formule 1. V svoji karieri je nastopil le na dveh domačih dirkah, Veliki nagradi Belgije v sezoni 1977 in Veliki nagradi Belgije v sezoni 1978, obakrat pa se mu ni uspelo kvalificirati na dirko.

## Popolni rezultati Formule 1
(legenda) (odebeljene dirke pomenijo najboljši štartni položaj, poševne pa najhitrejši krog, †-uvrščen kljub odstopu)
| Leto | Moštvo            | Šasija      | Motor       | 1   | 2   | 3   | 4    | 5   | 6        | 7       | 8   | 9   | 10 | 11  | 12  | 13  | 14  | 15  | 16  | 17  | Prv | Toč |
| ---- | ----------------- | ----------- | ----------- | --- | --- | --- | ---- | --- | -------- | ------- | --- | --- | -- | --- | --- | --- | --- | --- | --- | --- | --- | --- |
| 1977 | British F1 Racing | March 761   | Cosworth V8 | ARG | BRA | JAR | ZZDA | ŠPA | MON      | BEL DNQ | ŠVE | FRA | VB | NEM | AVT | NIZ | ITA | ZDA | KAN | JAP | -   | 0   |
| 1978 | Bernard de Dryver | Ensign N177 | Cosworth V8 | ARG | BRA | JAR | ZZDA | MON | BEL DNPQ | ŠPA     | ŠVE | FRA | VB | NEM | AVT | NIZ | ITA | ZDA | KAN |     | -   | 0   |